# Plagiolepis intermedia
Plagiolepis intermedia är en myrart som beskrevs av Carlo Emery 1895. Plagiolepis intermedia ingår i släktet Plagiolepis och familjen myror.

## Underarter
Arten delas in i följande underarter:
- P. i. intermedia
- P. i. minutula